# Brandvlei
Brandvlei è una cittadina sudafricana situata nella municipalità distrettuale di Namakwa nella provincia del Capo Settentrionale.

## Geografia fisica
Il piccolo centro abitato è situato a circa 145 chilometri a nord-nord-est della città di Calvinia.